# دیدیه آنگان
دیدیه آنگان (انگلیسی: Didié Angan؛ زادهٔ ۲۷ دسامبر ۱۹۷۴) بازیکن فوتبال اهل ساحل عاج است.
از باشگاه‌هایی که در آن بازی کرده است می‌توان به باشگاه فوتبال هلاس ورونا، باشگاه فوتبال اشتورم گراتس، باشگاه فوتبال نیس، باشگاه فوتبال کاتانزارو ۱۹۲۹، باشگاه فوتبال پاری سن-ژرمن، و باشگاه فوتبال آژاکسیو اشاره کرد.
وی همچنین در تیم ملی فوتبال ساحل عاج بازی کرده است.